# سابینا کوجوکار
سابینا کوجوکار (به انگلیسی: Sabina Cojocar) ژیمناست زادهٔ ۲۳ اکتبر ۱۹۸۵ میلادی اهل کشور رومانی است.